# Dienisowo (rejon jasnogorski)
Dienisowo (ros. Денисово) – wieś (sieło) w Rosji, w obwodzie tulskim, w rejonie jasnogorskim. W 2010 liczyła 519 mieszkańców.